# Macrocèfals
Macrocèfals (Macrocephali, Μακροκέφαλοι) que vol dir "Caps llargs" és el nom que es va donar a un poble del Caucas, que es donaven el nom de siginons (siginini) perquè tenien el costum d'estirar els seus caps tot el possible, per la qual cosa autors com Estrabó, Plini el Vell o Pomponi Mela els anomenen macrocèfals. Si bé l'anònim autor del Periple els confon amb els macrons, Plini els remarca com a pobles diferents.